# Puntate di Con parole mie
Qui di seguito la suddivisione per mesi ed anni delle principali tematiche affrontate nelle puntate di Con parole mie

## Tematiche e suddivisione per argomenti
Dal 2009 e fino all'11 giugno 2010 ogni lunedì e venerdì veniva affrontato un argomento a carattere storico, scegliendolo tra gli avvenimenti recenti della storia contemporanea italiana e non. Generalmente i più seri e impegnati erano trattati nella puntata del lunedì.
Alle tre giornate infrasettimanali del martedì, mercoledì e giovedì era dedicato invece lo schema classico delle puntate della stagione, basato su letture dai testi di Seneca e del mondo antico. Queste tre puntate erano intitolate "La Voce di Seneca".
A partire dal palinsesto estivo, dopo una breve sospensione durata una settimana ed il lunedì successivo per il Campionato mondiale di calcio 2010, il programma riprende con un differente tema: la navigazione ed il viaggio. Con l'immaginazione di un viaggio in mare sulla caravella Preziosa Colomba, parallelamente alla lettura delle indicazioni del Giornale di Bordo di Cristoforo Colombo (impersonato dal giornalista sportivo Enrico Cattaneo), Umberto Broccoli dà il via al tema che sarà seguito durante tutta l'estate. Il titolo delle puntate settimanali diviene così "In viaggio sulla caravella "La Preziosa", ovvero viaggio non troppo immaginario alla scoperta di terre conosciute". La struttura delle puntate è differente nelle puntate speciali della domenica (andate in onda da giugno alla prima settimana di settembre), in cui vengono trattati argomenti prevalentemente storici, in gran parte legati alla nascita della radio. Le puntate domenicali vengono chiamate "Una giornata particolare. Avanti e indietro nelle piccole e grandi storie di questo novecento." Da notare che nelle puntate musicale, in alternativa a Pavane di Gabriel Fauré, la musica d'apertura è la sigla originale della prima edizione del programma. Dal 10 al 29 agosto la trasmissione è andata in onda dall'Aula Magna dell'Università di Macerata a Fermo; le puntate, alle quali assisteva il pubblico in sala, venivano trasmesse in diretta di domenica, mentre negli altri giorni della settimana le puntate venivano registrate la sera del giorno precedente la essa in onda (la puntata del lunedì viene registrata di venerdì). La serie termina il 10 settembre 2010 con la risalita immaginaria del Tevere e l'arrivo in porto della Preziosa Colomba.
La Stagione Invernale 2010/2011, iniziata con la puntata del 13 settembre 2010 con il cambio di palinsesto di Radio Uno, era incentrata sulle lettere di Plinio il Giovane (la cui voce è affidata al giornalista Cesare Palandri) e sugli scritti di altri poeti latini. La nuova serie è intitolata "Storie di Plinio il Giovane". A partire dal 15 novembre 2010, ferma restando la programmazione dei giorni di martedì, mercoledì e giovedì, le puntate di lunedì e venerdì sono state dedicate alla storia contemporanea. Dal 22 novembre al 26 novembre il programma è andato in onda dalla Reggia di Venaria con degli speciali sul palazzo reale, su Torino e sulla Regione Piemonte. In occasione del 150º Anniversario dell'Unità d'Italia, Con Parole Mie ha dedicato le puntate dei giorni dal 14 marzo 2011 al 18 marzo 2011 al tema dell'Unità Nazionale. Queste puntate sono state intitolate "Cronache dall'Unità d'Italia" e sono state realizzate utilizzando la corrispondenza tra i fautori dell'unità, le testimonianze scritte del periodo e i documenti storici dell'epoca.
Il 4 luglio inizia la Stagione Estiva 2011 di Con Parole Mie, intitolata "In viaggio sul tappeto volante, viaggio non troppo immaginario alla scoperta di terre conosciute". Durante questa serie di puntate Umberto Broccoli immagina di sorvolare, seguendo gli scritti dei grandi scrittori e saggi arabi del passato, le più belle città d'Italia su un tappeto volante in compagnia del genio della lampada Giù Fa, rivelatosi nell'ultima puntata il maestro Luca Bernardini. Alle puntate partecipa anche Enrico Cattaneo, che impersona l'arabo Ibn Giubair. Durante la Stagione Estiva, ogni domenica mattina, andrà in onda una serie di puntate speciali intitolate "Speciale Con Parole mie Domenica, vacanza con la radio per visitare i luoghi di villeggiatura". La Serie termina il 9 settembre.
Con il cambio di palinsesto prende via il 12 settembre la Stagione Invernale 2011/2012. Sulla scia dei palinsesti degli anni precedenti e conformemente alla consolidata "tradizione" di riflettere sul presente attraverso gli scritti del passato, a caratterizzare la trasmissione sono le riflessioni filosofiche di sant'Agostino da Ippona, tratte dalla sua opera le Confessioni, insieme a testimonianze di altri autori. La serie si intitola "Le confessioni di Sant'Agostino". La voce del filosofo e padre della chiesa è affidata a Filippo Anastasi, conduttore di Oggi2000 e vice direttore di Radio Uno. Prosegue inoltre la partecipazione alla trasmissione del giornalista Enrico Cattaneo, che dalla primavera sostituisce Filippo Anastasi. Prima della stagione estiva, va in onda una serie della durata di due settimane basata sulla lettura di favole dell'antichità, utilizzate come spunti per riflessioni sull'oggi.
Da lunedì 2 luglio va in onda la Stagione Estiva 2012. In questa serie di puntate, Umberto Broccoli compie un immaginario viaggio sopra le città d'Italia grazie alla magica slitta di Babbo Natale Lino (rivelatosi essere Luca Bernardini), che lo accompagna nel volo. La serie, intitolata, "In viaggio sulla slitta di Babbo Natale", termina venerdì 7 settembre con il cambio del palinsesto di Radio1.
Il 10 settembre, dopo aver depositato nel consueto hangar anche la slitta di Babbo Natale, la Stagione Estiva lascia di nuovo il cambio a quella invernale. L'ospite protagonista di questo nuovo palinsesto è Ovidio, che accompagnerà le riflessioni delle diverse puntate con l'opera "I Fasti", in cui il poeta latino indaga il calendario, i riti, le festività e le tradizioni romane.
La stagione estiva 2013 vede il professor Broccoli viaggiare su una vecchia corriera azzurra, il colore di radio 1, dal 2 luglio fino al 13 settembre. Il conducente spagnolo, accompagnato da un fedele pappagallo, porterà la corriera in giro per tutta Italia, premurandosi di far conoscere agli ascoltatori certe ricette uniche e singolari, "tipiche" delle sue zone, lasciando il professor Broccoli a digiuno per tutta l'estate. Come da consuetudine, al termine del viaggio, lo stravagante conducente si rivela essere il maestro Bernardini.
Per il nuovo palinsesto, che vede la chiusura (speriamo non definitiva) della trasmissione, Umberto Broccoli indaga i testi contenuti nel giornale di guerra e di prigionia di Carlo Emilio Gadda, portando i lettori a vedere una profonda evoluzione psicologica dello scrittore.
Il 4 aprile 2014, a palinsesto ancora non finito, "Con parole mie", la trasmissione più ascoltata e scaricata del momento, chiude i battenti per volontà del nuovo direttore Rai, tra le proteste di migliaia di ascoltatori.

## Elenco delle puntate

### 2012

#### Palinsesto estivo - In viaggio sulla slitta di Babbo Natale
- 7 settembre In viaggio sulla slitta di Babbo Natale - Terminillo, Roma Atterraggio della slitta
- 6 settembre In viaggio sulla slitta di Babbo Natale - San Benedetto del Tronto, Francavilla
- 5 settembre In viaggio sulla slitta di Babbo Natale - Ardenza, Arezzo
- 4 settembre In viaggio sulla slitta di Babbo Natale - Brescia, Treviglio
- 3 settembre In viaggio sulla slitta di Babbo Natale - Spotorno, Genova
- 31 agosto In viaggio sulla slitta di Babbo Natale - Novara, Vercelli
- 30 agosto In viaggio sulla slitta di Babbo Natale - Nuoro, Sassari
- 29 agosto In viaggio sulla slitta di Babbo Natale - Trento, Bolzano
- 28 agosto In viaggio sulla slitta di Babbo Natale - Venezia, Padova
- 27 agosto In viaggio sulla slitta di Babbo Natale - Leonessa, Roccaraso
- 24 agosto In viaggio sulla slitta di Babbo Natale - Barletta, Taranto
- 23 agosto In viaggio sulla slitta di Babbo Natale - Selinunte, Trapani
- 22 agosto In viaggio sulla slitta di Babbo Natale - Foligno, Assisi
- 21 agosto In viaggio sulla slitta di Babbo Natale - Bagno di Romagna, Galeata
- 20 agosto In viaggio sulla slitta di Babbo Natale - Stia, Siena
- 17 agosto In viaggio sulla slitta di Babbo Natale - Acquapendente, Bolsena, Roma
- 16 agosto In viaggio sulla slitta di Babbo Natale - Fano
- 15 agosto In viaggio sulla slitta di Babbo Natale - Como, Cremona
- 14 agosto In viaggio sulla slitta di Babbo Natale - Savona, Riviera Ligure
- 13 agosto In viaggio sulla slitta di Babbo Natale - Bolzano, Brennero
- 10 agosto In viaggio sulla slitta di Babbo Natale - Pisa, Pistoia
- 9 agosto In viaggio sulla slitta di Babbo Natale - Ischia, Capri
- 8 agosto In viaggio sulla slitta di Babbo Natale - Isole Eolie, Agrigento
- 7 agosto In viaggio sulla slitta di Babbo Natale - Reggio Calabria, Crotone
- 6 agosto In viaggio sulla slitta di Babbo Natale - I molisani e Isernia
- 3 agosto In viaggio sulla slitta di Babbo Natale -
- 2 agosto In viaggio sulla slitta di Babbo Natale -
- 1º agosto In viaggio sulla slitta di Babbo Natale -
- 31 luglio In viaggio sulla slitta di Babbo Natale -
- 30 luglio In viaggio sulla slitta di Babbo Natale -
- 27 luglio In viaggio sulla slitta di Babbo Natale - Spello, Norcia
- 26 luglio In viaggio sulla slitta di Babbo Natale - Udine, Trieste
- 25 luglio In viaggio sulla slitta di Babbo Natale - I piemontesi e Torino
- 24 luglio In viaggio sulla slitta di Babbo Natale - Alghero, Caprera
- 23 luglio In viaggio sulla slitta di Babbo Natale - I siciliani e Siracusa
- 20 luglio In viaggio sulla slitta di Babbo Natale - Genova, Sanremo
- 19 luglio In viaggio sulla slitta di Babbo Natale -
- 18 luglio In viaggio sulla slitta di Babbo Natale -
- 17 luglio In viaggio sulla slitta di Babbo Natale -
- 16 luglio In viaggio sulla slitta di Babbo Natale -
- 13 luglio In viaggio sulla slitta di Babbo Natale -
- 12 luglio In viaggio sulla slitta di Babbo Natale -
- 11 luglio In viaggio sulla slitta di Babbo Natale -
- 10 luglio In viaggio sulla slitta di Babbo Natale -
- 9 luglio In viaggio sulla slitta di Babbo Natale -
- 6 luglio In viaggio sulla slitta di Babbo Natale - Messina, Sciacca
- 5 luglio In viaggio sulla slitta di Babbo Natale - Ancona, Urbino
- 4 luglio In viaggio sulla slitta di Babbo Natale - Modena, Salsomaggiore Terme
- 3 luglio In viaggio sulla slitta di Babbo Natale - Borgo Sansepolcro, Cortona
- 2 luglio In viaggio sulla slitta di Babbo Natale - Roma Decollo della slitta

#### Palinsesto storico-antologico - Le confessioni di Sant'Agostino
- 29 giugno Puntata Storica -
- 28 giugno Appunti di Storie -
- 27 giugno Appunti di storie -
- 26 giugno Appunti di storie -
- 25 giugno Puntata Storica - Za-bum
- 22 giugno Puntata Storica - Luna Park
- 21 giugno Appunti di Storie - Appunti sulla paura
- 20 giugno Appunti di storie - Appunti di viaggio
- 19 giugno Appunti di storie - Appunti su grandi crimini
- 18 giugno Puntata Storica -
- 15 giugno Puntata Storica - Formula 2
- 14 giugno Le confessioni di Sant'Agostino -
- 13 giugno Le confessioni di Sant'Agostino -
- 12 giugno Le confessioni di Sant'Agostino -
- 11 giugno Puntata Storica - Formula 2
- 8 giugno Puntata Storica - Biblioteca di Studio Uno - La storia di Rossella O'Hara
- 7 giugno Le confessioni di Sant'Agostino - Nemici
- 6 giugno Le confessioni di Sant'Agostino - Immortalità
- 5 giugno Puntata Storica - Biblioteca di Studio Uno - La primula rossa
- 4 giugno In diretta da Osimo: l'amore ai tempi di Pompeo Magno
- 1º giugno In diretta da Osimo: l'amore ai tempi di Pompeo Magno
- 31 maggio In diretta da Osimo: l'amore ai tempi di Pompeo Magno
- 30 maggio Le confessioni di Sant'Agostino - Vagabondare
- 29 maggio Le confessioni di Sant'Agostino - Cambiamenti, corsi storici
- 28 maggio Puntata Storica - Sabato sera
- 25 maggio Puntata Storica -
- 24 maggio Le confessioni di Sant'Agostino -
- 23 maggio Le confessioni di Sant'Agostino -
- 22 maggio Le confessioni di Sant'Agostino -
- 21 maggio Puntata Storica -
- 18 maggio Puntata Storica -
- 17 maggio Le confessioni di Sant'Agostino -
- 16 maggio Le confessioni di Sant'Agostino -
- 15 maggio Le confessioni di Sant'Agostino -
- 14 maggio Puntata Storica -
- 11 maggio Puntata Storica - Speciale per voi
- 10 maggio Le confessioni di Sant'Agostino - Anni memorabili
- 9 maggio Le confessioni di Sant'Agostino - Inferno
- 8 maggio Le confessioni di Sant'Agostino - Pazienza
- 7 maggio Puntata Storica - Speciale per voi
- 4 maggio Puntata Storica -
- 3 maggio Le confessioni di Sant'Agostino -
- 2 maggio Le confessioni di Sant'Agostino -
- 1º maggio Le confessioni di Sant'Agostino -
- 30 aprile Puntata Storica - Stasera
- 27 aprile Puntata Storica - Il Musichiere
- 26 aprile Le confessioni di Sant'Agostino - Creazione
- 25 aprile Le confessioni di Sant'Agostino -
- 24 aprile Le confessioni di Sant'Agostino - Fatti
- 23 aprile Puntata Storica - Il Musichiere
- 20 aprile Puntata Storica - Biblioteca di Studio Uno - Dr. Jekill e Mr. Hide
- 19 aprile Le confessioni di Sant'Agostino - La legge
- 18 aprile Le confessioni di Sant'Agostino - Salvezza
- 17 aprile Le confessioni di Sant'Agostino - Amore assoluto
- 16 aprile Puntata Storica - Mai di sabato, signora Lisistrata
- 13 aprile Puntata Storica - Il Mattatore
- 12 aprile Le confessioni di Sant'Agostino - Bugie, menzogne
- 11 aprile Le confessioni di Sant'Agostino - Luoghi sicuri
- 10 aprile Le confessioni di Sant'Agostino - Curiosità, indagini
- 9 aprile Puntata Storica - Il Mattatore
- 6 aprile Puntata Storica - Studio Uno 1966
- 5 aprile Le confessioni di Sant'Agostino - Compiacimento, farsi belli
- 4 aprile Le confessioni di Sant'Agostino - Il progresso
- 3 aprile Le confessioni di Sant'Agostino - Gli altri
- 2 aprile Puntata Storica - Studio Uno 1966
- 30 marzo Puntata Storica - Teatro 10 - 1971
- 29 marzo Le confessioni di Sant'Agostino - Frivolezze, pensieri frivoli
- 28 marzo Le confessioni di Sant'Agostino - Miracoli, eventi prodigiosi
- 27 marzo Le confessioni di Sant'Agostino - Delitti
- 26 marzo Puntata Storica -
- 23 marzo Puntata Storica - Senza Rete 1975
- 22 marzo Le confessioni di Sant'Agostino - Avidità
- 21 marzo Le confessioni di Sant'Agostino - Artigiani
- 20 marzo Le confessioni di Sant'Agostino - Luce
- 19 marzo Puntata Storica - Biblioteca di Studio Uno - I tre moschettieri
- 16 marzo Puntata Storica - Canzonissima 1971
- 15 marzo Le confessioni di Sant'Agostino - Visioni
- 14 marzo Le confessioni di Sant'Agostino - Commozione
- 13 marzo Le confessioni di Sant'Agostino - Capacità di ascolto
- 12 marzo Puntata Storica - L'amico del giaguaro
- 9 marzo Puntata Storica - Rischiatutto
- 8 marzo Le confessioni di Sant'Agostino - Profumi
- 7 marzo Le confessioni di Sant'Agostino - Tentazioni
- 6 marzo Le confessioni di Sant'Agostino - Alcol e droghe
- 5 marzo Puntata Storica - Campanile sera
- 2 marzo Puntata Storica - Doppia coppia (seconda edizione 1970)
- 1º marzo Le confessioni di Sant'Agostino - Terra, acqua, cielo
- 29 febbraio Le confessioni di Sant'Agostino - Imperfezioni
- 28 febbraio Le confessioni di Sant'Agostino - Sonno
- 27 febbraio Puntata Storica - Doppia coppia (prima edizione 1969)
- 24 febbraio Puntata Storica - Dove sta Zazà
- 23 febbraio Le confessioni di Sant'Agostino - Continenza, moderazione
- 22 febbraio Le confessioni di Sant'Agostino - Avversità, difficoltà
- 21 febbraio Le confessioni di Sant'Agostino -
- 20 febbraio Puntata Storica - Dove sta Zazà
- 17 febbraio Puntata Storica - Tante scuse
- 16 febbraio Le confessioni di Sant'Agostino - Battaglie
- 15 febbraio Le confessioni di Sant'Agostino - Bellezza
- 14 febbraio Le confessioni di Sant'Agostino - Verità
- 13 febbraio Puntata Storica -
- 10 febbraio Puntata Storica - Stasera Rita!
- 9 febbraio Le confessioni di Sant'Agostino - Illusioni
- 8 febbraio Le confessioni di Sant'Agostino - Carriera militare
- 7 febbraio Le confessioni di Sant'Agostino - Osceno
- 6 febbraio Puntata Storica - Biblioteca di Studio Uno - Il Conte di Montecristo
- 3 febbraio Puntata Storica - Canzonissima '68
- 2 febbraio Le confessioni di Sant'Agostino - Ricerca della felicità
- 1º febbraio Le confessioni di Sant'Agostino - Oggetti smarriti
- 31 gennaio Le confessioni di Sant'Agostino - Metamorfosi
- 30 gennaio Puntata Storica -
- 27 gennaio Puntata Storica - Senza Rete - Edizione 1968
- 26 gennaio Le confessioni di Sant'Agostino - La memoria dei sentimenti
- 25 gennaio Le confessioni di Sant'Agostino - Il potere dei numeri
- 24 gennaio Le confessioni di Sant'Agostino - Vivere in pace
- 23 gennaio Puntata Storica - Scala reale
- 20 gennaio Puntata Storica - Specchio segreto
- 19 gennaio Le confessioni di Sant'Agostino - Celebrazioni
- 18 gennaio Le confessioni di Sant'Agostino - Ultimo desiderio
- 17 gennaio Le confessioni di Sant'Agostino - Vacanze
- 16 gennaio Puntata Storica - Il tappabuchi
- 13 gennaio Puntata Storica -
- 12 gennaio Le confessioni di Sant'Agostino - Riconciliazioni
- 11 gennaio Le confessioni di Sant'Agostino - Donne schiave
- 10 gennaio Le confessioni di Sant'Agostino - Pudore
- 9 gennaio Puntata Storica - Biblioteca di Studio Uno - l'Odissea
- 6 gennaio Puntata Storica - Milleluci
- 5 gennaio Le confessioni di Sant'Agostino - Insulti
- 4 gennaio Le confessioni di Sant'Agostino - Alcolismo
- 3 gennaio Le confessioni di Sant'Agostino - Letture sacre
- 2 gennaio Puntata Storica - Biblioteca di Studio Uno

### 2011

#### Palinsesto storico-antologico - Le confessioni di Sant'Agostino
- 30 dicembre Puntata Storica - Chissà chi lo sa?
- 29 dicembre Le confessioni di Sant'Agostino -
- 28 dicembre Le confessioni di Sant'Agostino - Guarigioni
- 27 dicembre Le confessioni di Sant'Agostino - Ira
- 26 dicembre Puntata Storica - Io, Agata e tu
- 23 dicembre Speciale Gianvarietà... Con Parole Mie!
- 22 dicembre Le confessioni di Sant'Agostino -
- 21 dicembre Le confessioni di Sant'Agostino - Eresie
- 20 dicembre Le confessioni di Sant'Agostino - Ospitalità o accoglienza
- 19 dicembre Puntata Storica - Canzonissima 1962
- 16 dicembre Puntata Storica - Lascia o raddoppia?
- 15 dicembre Le confessioni di Sant'Agostino - Vendemmia
- 14 dicembre Le confessioni di Sant'Agostino - Pianto
- 13 dicembre Le confessioni di Sant'Agostino - Doppia natura o natura doppia
- 12 dicembre Puntata Storica - Studio Uno 1961
- 9 dicembre Puntata Storica - Quelli della domenica
- 8 dicembre Le confessioni di Sant'Agostino - Giardini
- 7 dicembre Le confessioni di Sant'Agostino - Comunità monastiche
- 6 dicembre Le confessioni di Sant'Agostino - Imitazione
- 5 dicembre Puntata Storica - Canzonissima 1959
- 2 dicembre Speciale dalla Reggia di Venaria
- 1º dicembre Speciale dalla Reggia di Venaria
- 30 novembre Speciale dalla Reggia di Venaria
- 29 novembre Speciale dalla Reggia di Venaria
- 28 novembre Speciale dalla Reggia di Venaria
- 25 novembre Le confessioni di Sant'Agostino -
- 24 novembre Le confessioni di Sant'Agostino -
- 23 novembre Le confessioni di Sant'Agostino -
- 22 novembre Le confessioni di Sant'Agostino -
- 21 novembre Le confessioni di Sant'Agostino -
- 18 novembre Le confessioni di Sant'Agostino -
- 17 novembre Le confessioni di Sant'Agostino -
- 16 novembre Le confessioni di Sant'Agostino -
- 15 novembre Le confessioni di Sant'Agostino -
- 14 novembre Le confessioni di Sant'Agostino -
- 11 novembre Le confessioni di Sant'Agostino - Mendicanti
- 10 novembre Le confessioni di Sant'Agostino - Celibato
- 9 novembre Le confessioni di Sant'Agostino - Disciplina e i ragazzi
- 8 novembre Le confessioni di Sant'Agostino - Cambiamenti, conversioni
- 7 novembre Le confessioni di Sant'Agostino - A Milano
- 4 novembre Le confessioni di Sant'Agostino -
- 3 novembre Le confessioni di Sant'Agostino -
- 2 novembre Le confessioni di Sant'Agostino -
- 1º novembre Le confessioni di Sant'Agostino -
- 30 ottobre Le confessioni di Sant'Agostino -
- 28 ottobre Le confessioni di Sant'Agostino - Inquietudine, vuoto interiore
- 27 ottobre Le confessioni di Sant'Agostino - Falsi guaritori
- 26 ottobre Le confessioni di Sant'Agostino - Astrologia
- 25 ottobre Le confessioni di Sant'Agostino - Superstizione
- 24 ottobre Le confessioni di Sant'Agostino - Convivenze
- 21 ottobre Le confessioni di Sant'Agostino - Sedotto e seduttore
- 20 ottobre Le confessioni di Sant'Agostino - Un sogno
- 19 ottobre Le confessioni di Sant'Agostino - Oltraggi
- 18 ottobre Le confessioni di Sant'Agostino - Passione per gli spettacoli osceni
- 17 ottobre Le confessioni di Sant'Agostino - Onori e vanità (per le umane cose)
- 14 ottobre Le confessioni di Sant'Agostino - L'anima
- 13 ottobre Le confessioni di Sant'Agostino - Ridere
- 12 ottobre Le confessioni di Sant'Agostino - Superbia, ambizione
- 11 ottobre Le confessioni di Sant'Agostino - Crimini famosi
- 10 ottobre Le confessioni di Sant'Agostino - Bellezza
- 7 ottobre Le confessioni di Sant'Agostino - Gusto dell'illecito
- 6 ottobre Le confessioni di Sant'Agostino - Genitori
- 5 ottobre Le confessioni di Sant'Agostino - Cattivi Compagni
- 4 ottobre Le confessioni di Sant'Agostino - Adulteri
- 3 ottobre Le confessioni di Sant'Agostino - L'agitarsi dell'adolescenza
- 30 settembre Le confessioni di Sant'Agostino - Vagabondi
- 29 settembre Le confessioni di Sant'Agostino - Vita sregolata
- 28 settembre Le confessioni di Sant'Agostino - Confessioni
- 27 settembre Le confessioni di Sant'Agostino - Furti
- 26 settembre Le confessioni di Sant'Agostino - Costrizioni, obblighi
- 23 settembre Le confessioni di Sant'Agostino - Giochi
- 22 settembre Le confessioni di Sant'Agostino - Inganni
- 21 settembre Le confessioni di Sant'Agostino - La parola (impara a parlare)
- 20 settembre Le confessioni di Sant'Agostino - Peccati
- 19 settembre Le confessioni di Sant'Agostino - Infanzia
- 16 settembre Le confessioni di Sant'Agostino - Pietà, misericordia
- 15 settembre Le confessioni di Sant'Agostino - Definizioni
- 14 settembre Le confessioni di Sant'Agostino - Cielo e terra
- 13 settembre Le confessioni di Sant'Agostino - Fede
- 12 settembre Le confessioni di Sant'Agostino - Lodi

#### Palinsesto estivo - In viaggio sul tappeto volante
- 9 settembre In viaggio sul tappeto volante - Roma Atterraggio del tappeto
- 8 settembre In viaggio sul tappeto volante - Lago di Piediluco, Bagnaia[non chiaro]
- 7 settembre In viaggio sul tappeto volante - Chioggia, Treviso
- 6 settembre In viaggio sul tappeto volante - Aosta, Castelli della Val d'Aosta
- 5 settembre In viaggio sul tappeto volante - Pisa, Firenze
- 4 settembre Vacanza con la radio per visitare i luoghi di villeggiatura - Domenica è sempre domenica... Ovvero, le delizie della villeggiatura
- 2 settembre In viaggio sul tappeto volante - Isole Eolie, Taormina
- 1º settembre In viaggio sul tappeto volante - Otranto, Barletta
- 31 agosto In viaggio sul tappeto volante - Isola di Capri, Posillipo
- 30 agosto In viaggio sul tappeto volante - Sabaudia, Mola di Bari
- 29 agosto In viaggio sul tappeto volante - Siena, Monte Amiata
- 28 agosto Vacanza con la radio per visitare i luoghi di villeggiatura - Domenica è sempre domenica... Ovvero, le delizie della villeggiatura
- 26 agosto In viaggio sul tappeto volante - Catanzaro, Stilo
- 25 agosto In viaggio sul tappeto volante - Altivole, Verona
- 24 agosto In viaggio sul tappeto volante - Terni, Civita Castellana
- 23 agosto In viaggio sul tappeto volante - Tagliacozzo, Scanno
- 22 agosto In viaggio sul tappeto volante - Cesena, Rimini
- 21 agosto Vacanza con la radio per visitare i luoghi di villeggiatura - Domenica è sempre domenica... Ovvero, le delizie della villeggiatura
- 19 agosto In viaggio sul tappeto volante - Ischia, Sorrento
- 18 agosto In viaggio sul tappeto volante - Bari, Lecce
- 17 agosto In viaggio sul tappeto volante - Catania, Palermo
- 16 agosto In viaggio sul tappeto volante - Urbino, Recanati
- 15 agosto In viaggio sul tappeto volante - Ravenna, Campagna Romagnola
- 14 agosto Vacanza con la radio per visitare i luoghi di villeggiatura - Domenica è sempre domenica... Ovvero, le delizie della villeggiatura
- 12 agosto In viaggio sul tappeto volante - Amendolara, Reggio Calabria
- 11 agosto In viaggio sul tappeto volante - Viareggio, Corsanico
- 10 agosto In viaggio sul tappeto volante - Firenze, Pisa
- 9 agosto In viaggio sul tappeto volante - Venezia, Cortina d'Ampezzo
- 8 agosto In viaggio sul tappeto volante - Milano, Varese
- 7 agosto Vacanza con la radio per visitare i luoghi di villeggiatura - Domenica è sempre domenica... Ovvero, le delizie della villeggiatura
- 5 agosto In viaggio sul tappeto volante - Roma, Genazzano
- 4 agosto In viaggio sul tappeto volante - Bologna, Salsomaggiore
- 3 agosto In viaggio sul tappeto volante - Chiusi, Todi
- 2 agosto In viaggio sul tappeto volante - Cortona, Camaldoli
- 1º agosto In viaggio sul tappeto volante - Sardegna, Sassari
- 31 luglio Vacanza con la radio per visitare i luoghi di villeggiatura - Domenica è sempre domenica... Ovvero, le delizie della villeggiatura
- 29 luglio In viaggio sul tappeto volante - Bibbiena, Arezzo
- 28 luglio In viaggio sul tappeto volante - L'Aquila, Perugia
- 27 luglio In viaggio sul tappeto volante - Pitigliano, Cerveteri
- 26 luglio In viaggio sul tappeto volante - Cinquale, Viareggio
- 25 luglio In viaggio sul tappeto volante - Venezia, Trieste
- 24 luglio Vacanza con la radio per visitare i luoghi di villeggiatura - Domenica è sempre domenica... Ovvero, le delizie della villeggiatura
- 22 luglio In viaggio sul tappeto volante - Parma, Ferrara
- 21 luglio In viaggio sul tappeto volante - Albaro, La Spezia
- 20 luglio In viaggio sul tappeto volante - Bergamo, Como
- 19 luglio In viaggio sul tappeto volante - Brescia, Milano
- 18 luglio In viaggio sul tappeto volante - Lecce, Brindisi
- 17 luglio Vacanza con la radio per visitare i luoghi di villeggiatura - Domenica è sempre domenica... Ovvero, le delizie della villeggiatura
- 15 luglio In viaggio sul tappeto volante - Taranto, Barletta
- 14 luglio In viaggio sul tappeto volante - Napoli, Sorrento
- 13 luglio In viaggio sul tappeto volante - Capri, Ischia
- 12 luglio In viaggio sul tappeto volante - Empoli, Firenze
- 11 luglio In viaggio sul tappeto volante - Pistoia, Pisa
- 10 luglio Vacanza con la radio per visitare i luoghi di villeggiatura - Domenica è sempre domenica... Ovvero, le delizie della villeggiatura
- 8 luglio In viaggio sul tappeto volante - Cagliari, Nuoro
- 7 luglio In viaggio sul tappeto volante - Sicilia, Palermo, Monreale
- 6 luglio In viaggio sul tappeto volante - Oristano, Sardegna
- 5 luglio In viaggio sul tappeto volante - Gubbio, Sansepolcro
- 4 luglio In viaggio sul tappeto volante - Roma, Assisi, Cortona Partenza del Tappeto
- 3 luglio Vacanza con la radio per visitare i luoghi di villeggiatura - Domenica è sempre domenica... Ovvero, le delizie della villeggiatura

#### Palinsesto storico-antologico - Storie di Plinio il Giovane
- 1º luglio Puntata Storica - 24 maggio 2002: muore Umberto Bindi
- 30 giugno Storie di Plinio il Giovane -
- 29 giugno Storie di Plinio il Giovane -
- 28 giugno Storie di Plinio il Giovane -
- 27 giugno Puntata Storica -
- 26 giugno Speciale Domenica - Le delizie della villeggiatura
- 24 giugno Puntata Storica - 7 settembre 1959: Renato Carosone si ritira dalle scene
- 23 giugno Storie di Plinio il Giovane - Avarizia, tirchieria
- 22 giugno Storie di Plinio il Giovane - Capacità di sintesi
- 21 giugno Storie di Plinio il Giovane - Desideri
- 20 giugno Puntata Storica -
- 17 giugno Puntata Storica - Bruno Lauzi
- 16 giugno Storie di Plinio il Giovane - Collaborazioni, lavoro della gente del Sud
- 15 giugno Storie di Plinio il Giovane - Tradimenti
- 14 giugno Storie di Plinio il Giovane - Indignazione
- 13 giugno Puntata Storica - 13 maggio 1978: esce in Italia La febbre del sabato sera
- 10 giugno Puntata Storica - ?
- 9 giugno Storie di Plinio il Giovane - Talento e follia
- 8 giugno Storie di Plinio il Giovane - Immortalità
- 7 giugno Storie di Plinio il Giovane - Opere d'arte
- 6 giugno Puntata Storica - 3 febbraio 1998: Strage del Cermis
- 3 giugno Puntata Storica - 22 dicembre 1981: esce il film Il marchese del Grillo
- 2 giugno Storie di Plinio il Giovane - Errori
- 1º giugno Storie di Plinio il Giovane - Noia
- 31 maggio Storie di Plinio il Giovane - Coerenza, tenacia
- 30 maggio Puntata Storica - 23 settembre 1989: Giorgio Perlasca nominato Giusto dello Stato d'Israele
- 27 maggio Puntata Storica - 24 agosto 1975: Giacomo Agostini vince il 15º titolo
- 26 maggio Storie di Plinio il Giovane - Consenso
- 25 maggio Storie di Plinio il Giovane - I piaceri della campagna
- 24 maggio Storie di Plinio il Giovane - Promesse
- 23 maggio Puntata Storica - 14 dicembre 1974: il decreto-legge n. 657 istituisce il Ministero dei Beni Culturali
- 20 maggio Puntata Storica - 24 maggio 1915: l'Italia entra nella prima guerra mondiale
- 19 maggio Storie di Plinio il Giovane - Dignità, ovvero conservare la propria dignità
- 18 maggio Storie di Plinio il Giovane - Onori, monumenti
- 17 maggio Storie di Plinio il Giovane - Filosofi
- 16 maggio Puntata Storica - 19 agosto 1951: muore Alcide De Gasperi
- 13 maggio Puntata Storica - 30 aprile 1966: Gianni Agnelli eletto Presidente della Fiat
- 12 maggio Storie di Plinio il Giovane - Mediazioni, ovvero compromessi utili
- 11 maggio Storie di Plinio il Giovane - Padroni
- 10 maggio Storie di Plinio il Giovane - L'arte del pubblicare, pubblicazione
- 9 maggio Puntata Storica - 7-8 dicembre 1970: Golpe Borghese
- 6 maggio Puntata Storica - 23 dicembre 1983: esce "Vacanze di Natale", primo cinepanettone
- 5 maggio Storie di Plinio il Giovane - Proposte
- 4 maggio Storie di Plinio il Giovane - Legami familiari
- 3 maggio Storie di Plinio il Giovane - Ricordi, cambiamenti
- 2 maggio Puntata Storica - 3 settembre 1982: omicidio del Generale Dalla Chiesa
- 29 aprile Puntata Storica - 16 ottobre 1978: elezione di papa Giovanni Paolo II
- 28 aprile Storie di Plinio il Giovane - Case da favola
- 27 aprile Storie di Plinio il Giovane - Giudizio
- 26 aprile Storie di Plinio il Giovane - Il marito perfetto
- 25 aprile Puntata Storica - 11 ottobre 1962-8 dicembre 1965: Concilio Vaticano II
- 22 aprile Puntata Storica - Ivan Graziani
- 21 aprile Storie di Plinio il Giovane - ?
- 20 aprile Storie di Plinio il Giovane - ?
- 19 aprile Storie di Plinio il Giovane - ?
- 18 aprile Puntata Storica - 18 aprile 1974 - Rapimento del sostituto procuratore Mario Sossi
- 15 aprile Puntata Storica - Lucio Battisti
- 14 aprile Storie di Plinio il Giovane - Timidezza
- 13 aprile Storie di Plinio il Giovane - Benevolenza, indulgenza
- 12 aprile Storie di Plinio il Giovane - Grandi e piccole donne
- 11 aprile Puntata Storica - 15 aprile 1987 - Scomparsa di Federico Caffè
- 8 aprile Puntata Storica - 14 settembre 1972: esce in Italia il film Il padrino
- 7 aprile Storie di Plinio il Giovane - Ali per volare
- 6 aprile Storie di Plinio il Giovane - L'arte di scrivere, composizioni
- 5 aprile Storie di Plinio il Giovane - Vendette
- 4 aprile Puntata Storica - 9 agosto 1991: omicidio di Antonio Scopelliti
- 1º aprile Puntata Storica - 29 aprile - 14 giugno 1995: va in onda Quelli della notte
- 31 marzo Storie di Plinio il Giovane - Guarigioni
- 30 marzo Storie di Plinio il Giovane - Arrivi
- 29 marzo Storie di Plinio il Giovane - Vita di città
- 28 marzo Puntata Storica - ?
- 25 marzo Puntata Storica - 12 maggio 1995: muore Mia Martini
- 24 marzo Storie di Plinio il Giovane - Interesse
- 23 marzo Storie di Plinio il Giovane - Separazioni
- 22 marzo Storie di Plinio il Giovane - Il clima
- 21 marzo Puntata Storica - 27 marzo 1985: omicidio di Ezio Tarantelli
- 18 marzo  Speciale 150° - Cronache dall'Unità d'Italia
- 17 marzo  Speciale 150° - Cronache dall'Unità d'Italia
- 16 marzo  Speciale 150° - Cronache dall'Unità d'Italia
- 15 marzo  Speciale 150° - Cronache dall'Unità d'Italia
- 14 marzo  Speciale 150° - Cronache dall'Unità d'Italia
- 11 marzo Puntata Storica - 29 gennaio 1976: condanna per il film Ultimo tango a Parigi
- 10 marzo Storie di Plinio il Giovane - Curiosità
- 9 marzo Storie di Plinio il Giovane - Stimoli, stimolare
- 8 marzo Storie di Plinio il Giovane - Lavorare con impegno
- 7 marzo Puntata Storica - 18 marzo 1983: muore Umberto II, ultimo re d'Italia
- 4 marzo Puntata Storica - 4 ottobre 1964: inaugurazione Autostrada del Sole
- 3 marzo Storie di Plinio il Giovane - Scritti "leggeri"
- 2 marzo Storie di Plinio il Giovane - Vigore, energia
- 1º marzo Storie di Plinio il Giovane - Attese
- 28 febbraio Puntata Storica - 12 agosto 2000: il sottomarino Kursk rimane bloccato sul fondo del Mare di Barents
- 25 febbraio Puntata Storica - 2 dicembre 1973: prima domenica di Austerity
- 24 febbraio Storie di Plinio il Giovane - Successo
- 23 febbraio Storie di Plinio il Giovane - Incertezze
- 22 febbraio Storie di Plinio il Giovane - Abitudini
- 21 febbraio Puntata Storica - 19 agosto 1991: colpo di Stato e sequestro di Gorbačëv
- 18 febbraio Puntata Storica - 29-31 gennaio 1951: primo Festival di Sanremo
- 17 febbraio Storie di Plinio il Giovane - Modelli da imitare
- 16 febbraio Storie di Plinio il Giovane - Editori
- 15 febbraio Storie di Plinio il Giovane - Morti illustri
- 14 febbraio Puntata Storica - 15 febbraio 1977: arresto di Renato Vallanzasca
- 11 febbraio Puntata Storica - 4 aprile 1978: prima tv di Goldrake
- 10 febbraio Storie di Plinio il Giovane - Rabbia
- 9 febbraio Storie di Plinio il Giovane - Poesia
- 8 febbraio Storie di Plinio il Giovane - Rivalità
- 7 febbraio Puntata Storica - 17 maggio 1972: omicidio del commissario Luigi Calabresi
- 4 febbraio Puntata Storica - Gabriella Ferri
- 3 febbraio Storie di Plinio il Giovane - Generosità
- 2 febbraio Storie di Plinio il Giovane - Provvedimenti risoluti, rabbia
- 1º febbraio Storie di Plinio il Giovane - Rimpianti
- 31 gennaio Puntata Storica - 11 aprile 1953: la morte di Wilma Montesi
- 28 gennaio Puntata Storica - 1935: Storia d'amore tra Totò e Diana Rogliani
- 27 gennaio Storie di Plinio il Giovane - Diritto allo studio
- 26 gennaio Storie di Plinio il Giovane - Simulatori, bugiardi
- 25 gennaio Storie di Plinio il Giovane - Ambiente e paesaggio
- 24 gennaio Puntata Storica - 28 agosto 1963: Manifestazione a Washington e discorso di Martin Luther King
- 21 gennaio Puntata Storica - 1º gennaio 1977: Soppressione di Carosello
- 20 gennaio Storie di Plinio il Giovane - Schiavi
- 19 gennaio Storie di Plinio il Giovane - I Critici
- 18 gennaio Storie di Plinio il Giovane - Piaceri
- 17 gennaio Puntata Storica - 7 agosto 1956: il disastro di Marcinelle
- 14 gennaio Puntata Storica - 15 dicembre 1962: Rugantino debutta al Teatro Sistina
- 13 gennaio Storie di Plinio il Giovane - Lodi
- 12 gennaio Storie di Plinio il Giovane - L'esercizio della giustizia
- 11 gennaio Storie di Plinio il Giovane - Lo studio
- 10 gennaio Puntata Storica - 23 novembre 1980: il Terremoto dell'Irpinia
- 7 gennaio Puntata Storica - 26-29 agosto 1960: Sante Gaiardoni vince due medaglie d'oro alle Olimpiadi di Roma
- 5 gennaio Storie di Plinio il Giovane - Gladiatori
- 4 gennaio Storie di Plinio il Giovane - Luoghi magici
- 3 gennaio Puntata Storica - 8 maggio 1982: Muore Gilles Villeneuve

### 2010

#### Palinsesto storico-antologico - Storie di Plinio il Giovane
- 31 dicembre Puntata Storica - 6 gennaio 1976: Sandokan apporda sugli schermi televisivi
- 20 dicembre Storie di Plinio il Giovane - Futura gloria
- 29 dicembre Storie di Plinio il Giovane - Perseguitare, biasimare
- 28 dicembre Storie di Plinio il Giovane - A mio Padre
- 27 dicembre Puntata Storica - 28 settembre 1944: La Strage di Marzabotto
- 24 dicembre Puntata Storica - 28 maggio 1962: Raimondo Vianello e Sandra Mondaini si sposano
- 23 dicembre Storie di Plinio il Giovane - Agli amici
- 22 dicembre Storie di Plinio il Giovane - Estate
- 21 dicembre Storie di Plinio il Giovane - Cure mediche
- 20 dicembre Puntata Storica - 15 febbraio 1985: Vincenzo Muccioli viene condannato
- 17 dicembre Puntata Storica - 8 settembre 1995: Leone d'oro alla carriera a Monica Vitti
- 16 dicembre Storie di Plinio il Giovane - La storia
- 15 dicembre Storie di Plinio il Giovane - Andare a caccia
- 14 dicembre Storie di Plinio il Giovane - Severità
- 13 dicembre Puntata Storica - 16 giugno 1963: Valentina Tereshkova
- 10 dicembre Puntata Storica - Sergio Endrigo
- 9 dicembre Storie di Plinio il Giovane - Lingue e linguaggi
- 8 dicembre Storie di Plinio il Giovane - Discorsi
- 7 dicembre Storie di Plinio il Giovane - Pranzi illustri
- 6 dicembre Puntata Storica - 4 agosto 1974: la strage dell'Italicus
- 3 dicembre Puntata Storica - 7 novembre 1970, nasce l'astro Monzón
- 2 dicembre Storie di Plinio il Giovane - Compagnia
- 1º dicembre Storie di Plinio il Giovane - "Finale"
- 30 novembre Storie di Plinio il Giovane - Lavori intellettuali
- 29 novembre Puntata Storica - 8 settembre 1943, l'Armistizio
- 26 novembre Speciale dalla Reggia di Venaria - Il periodo militare della Reggia
- 25 novembre Speciale dalla Reggia di Venaria - Torino e il Piemonte
- 24 novembre Speciale dalla Reggia di Venaria - Il Territorio
- 23 novembre Speciale dalla Reggia di Venaria - Storie della Reggia
- 22 novembre Speciale dalla Reggia di Venaria - La Storia della Reggia
- 19 novembre Puntata Storica - 8 settembre 1949, Riso amaro viene presentato a Cannes
- 18 novembre Storie di Plinio il Giovane - Manutenzione e restauro
- 17 novembre Storie di Plinio il Giovane - Persone disperse
- 16 novembre Storie di Plinio il Giovane - I fatti di cronaca
- 15 novembre Puntata Storica - Albino Luciani
- 12 novembre Storie di Plinio il Giovane - Difesa
- 11 novembre Storie di Plinio il Giovane - Coppie
- 10 novembre Storie di Plinio il Giovane - Regali, doni
- 9 novembre Storie di Plinio il Giovane - Passatempi
- 8 novembre Storie di Plinio il Giovane - Raccolti, prodotti della campagna
- 5 novembre Storie di Plinio il Giovane - Inaugurazioni
- 4 novembre Storie di Plinio il Giovane - L'arte del ritratto
- 3 novembre Storie di Plinio il Giovane - Scherzi pericolosi, inopportuni
- 2 novembre Storie di Plinio il Giovane - Epigrafi, monumenti
- 1º novembre Storie di Plinio il Giovane - Critici
- 29 ottobre Storie di Plinio il Giovane - La pensione
- 28 ottobre Storie di Plinio il Giovane -
- 27 ottobre Storie di Plinio il Giovane -
- 26 ottobre Storie di Plinio il Giovane -
- 25 ottobre Storie di Plinio il Giovane -
- 22 ottobre Storie di Plinio il Giovane - Vedovanza
- 21 ottobre Storie di Plinio il Giovane - Vacanze
- 20 ottobre Storie di Plinio il Giovane - Tempo per leggere
- 19 ottobre Storie di Plinio il Giovane - Vita quotidiana
- 18 ottobre Storie di Plinio il Giovane - Sogni premonitori
- 15 ottobre Storie di Plinio il Giovane - Memoria
- 14 ottobre Storie di Plinio il Giovane - Vita sana e pura
- 13 ottobre Storie di Plinio il Giovane - Volontà di morire, suicidio
- 12 ottobre Storie di Plinio il Giovane - Buoni Acquisti
- 11 ottobre Storie di Plinio il Giovane - Generosità
- 8 ottobre Storie di Plinio il Giovane - Fantasmi
- 7 ottobre Storie di Plinio il Giovane - Importanza del lavoro
- 6 ottobre Storie di Plinio il Giovane - Costruire in "Grande"
- 5 ottobre Storie di Plinio il Giovane - Ammirazione degli antichi tra passato e presente
- 4 ottobre Storie di Plinio il Giovane - Malattie... Assistenza medica
- 1º ottobre Storie di Plinio il Giovane - Amore per la poesia
- 30 settembre Storie di Plinio il Giovane - Richieste di perdono
- 29 settembre Storie di Plinio il Giovane - Insegnamenti e maestri
- 28 settembre Storie di Plinio il Giovane - Eccessi di severità
- 27 settembre Storie di Plinio il Giovane - Inviti a Cena
- 24 settembre Storie di Plinio il Giovane - Tempo di Vendemmia
- 23 settembre Storie di Plinio il Giovane - Nostalgia
- 22 settembre Storie di Plinio il Giovane - Gratitudine
- 21 settembre Storie di Plinio il Giovane - Riposo... e Libertà
- 20 settembre Storie di Plinio il Giovane - I miei Amici
- 17 settembre Storie di Plinio il Giovane - Ultime volontà... Testamento
- 16 settembre Storie di Plinio il Giovane - Promesse di Matrimonio
- 15 settembre Storie di Plinio il Giovane - La Stima
- 14 settembre Storie di Plinio il Giovane - Interrogativi... Domande
- 13 settembre Storie di Plinio il Giovane - Diari... Progetti

#### Palinsesto estivo - In viaggio sulla 'Preziosa Colomba'
- 10 settembre In viaggio sulla caravella La Preziosa - Ostia, Roma Arrivo in Porto
- 9 settembre In viaggio sulla caravella La Preziosa - Mola Gaeta, Nettuno
- 8 settembre In viaggio sulla caravella La Preziosa - Ischia, Napoli
- 7 settembre In viaggio sulla caravella La Preziosa - Positano, Sorrento
- 6 settembre In viaggio sulla caravella La Preziosa - Messina, Lipari
- 5 settembre Una giornata particolare - Vittorio Gassman
- 3 settembre In viaggio sulla caravella La Preziosa - San Rossore, Tirrenia
- 2 settembre In viaggio sulla caravella La Preziosa - Pietrasanta, Viareggio Le Trasmissioni tornano ad andare in onda in diretta dalla sede Rai di Roma
- 1º settembre In viaggio sulla caravella La Preziosa - Sanremo, Bordighera La Puntata va in onda registrata da Fermo
- 31 agosto In viaggio sulla caravella La Preziosa - Savona, Albenga La Puntata va in onda registrata da Fermo
- 30 agosto In viaggio sulla caravella La Preziosa - Altipiani di Gallura, Isola di Caprera La Puntata va in onda registrata da Fermo
- 29 agosto Una giornata particolare - 1960, le Olimpiadi di Roma La Puntata è l'ultima a venire trasmessa in diretta da Fermo
- 27 agosto In viaggio sulla caravella La Preziosa - Trapani, Rovine di Nora
- 26 agosto In viaggio sulla caravella La Preziosa - Milazzo, Palermo
- 25 agosto In viaggio sulla caravella La Preziosa - Vibo Valentia, Golfo di Sant'Eufemia
- 24 agosto In viaggio sulla caravella La Preziosa - Bagnara Calabra, Palmi
- 23 agosto In viaggio sulla caravella La Preziosa - Squillace, Reggio Calabria
- 22 agosto Una giornata particolare - Puntata speciale con Max De Angelis
- 20 agosto In viaggio sulla caravella La Preziosa - Crotone, Catanzaro
- 19 agosto In viaggio sulla caravella La Preziosa - Roseto, Sibari
- 18 agosto In viaggio sulla caravella La Preziosa - Gallipoli, Taranto La puntata registrata non viene mandata in onda. Al posto della registrazione, la puntata viene trasmessa in diretta da Fermo senza pubblico a causa della morte di Francesco Cossiga
- 17 agosto In viaggio sulla caravella La Preziosa - Brindisi, Otranto La puntata, seppur registrata, non va in onda per dare spazio allo Speciale Gr1 per la morte di Francesco Cossiga
- 16 agosto In viaggio sulla caravella La Preziosa - Molfetta, Bari
- 15 agosto Una giornata particolare - Tra '60 e '70
- 13 agosto In viaggio sulla caravella La Preziosa - Barletta, Trani
- 12 agosto In viaggio sulla caravella La Preziosa - Campomarino, Manfredonia
- 11 agosto In viaggio sulla caravella La Preziosa - Giulianova, Pescara
- 10 agosto In viaggio sulla caravella La Preziosa - Fermo, San Benedetto del Tronto - La Trasmissione va in onda dall'Aula Magna dell'Università di Macerata a Fermo fino al 29 agosto
- 9 agosto In viaggio sulla caravella La Preziosa - Porto San Giorgio, Pedaso
- 8 agosto Una giornata particolare - Prosa Radiofonica
- 6 agosto In viaggio sulla caravella La Preziosa - Civitanova Marche, Sant'Elpidio a Mare
- 5 agosto In viaggio sulla caravella La Preziosa - Loreto, Costa verso Porto Recanati
- 4 agosto In viaggio sulla caravella La Preziosa - Jesi, Ancona
- 3 agosto In viaggio sulla caravella La Preziosa - Marotta, Senigallia
- 2 agosto In viaggio sulla caravella La Preziosa - Pesaro, Fano
- 1º agosto Una giornata particolare - Totò
- 30 luglio In viaggio sulla caravella La Preziosa - Ravenna, Rimini
- 29 luglio In viaggio sulla caravella La Preziosa - Lido di Venezia, Chioggia
- 28 luglio In viaggio sulla caravella La Preziosa - Grado, Venezia
- 27 luglio In viaggio sulla caravella La Preziosa - Brioni, Trieste
- 26 luglio In viaggio sulla caravella La Preziosa - Golfo di Napoli, Panarea
- 25 luglio Una giornata particolare - Gli anni trenta
- 23 luglio In viaggio sulla caravella La Preziosa - Nettuno, Gaeta
- 22 luglio In viaggio sulla caravella La Preziosa - Arcipelago Toscano, Ostia
- 21 luglio In viaggio sulla caravella La Preziosa - Viareggio, Marina di Pisa
- 20 luglio In viaggio sulla caravella La Preziosa - Portovenere, La Spezia
- 19 luglio In viaggio sulla caravella La Preziosa - Oristano, Alghero
- 18 luglio Una giornata particolare - Gli anni quaranta
- 16 luglio In viaggio sulla caravella La Preziosa - Palermo, Cagliari
- 15 luglio In viaggio sulla caravella La Preziosa - Mothia, Trapani
- 14 luglio In viaggio sulla caravella La Preziosa - Gela, Isola di Pantelleria
- 13 luglio In viaggio sulla caravella La Preziosa - Siracusa, Pachino
- 12 luglio In viaggio sulla caravella La Preziosa - Messina, Catania
- 11 luglio Una giornata particolare - Balocchi e profumi
- 8 luglio In viaggio sulla caravella La Preziosa - Pizzo, Palmi
- 7 luglio In viaggio sulla caravella La Preziosa - Tropea, Nicotera
- 6 luglio In viaggio sulla caravella La Preziosa - Sorrento, Palermo
- 5 luglio In viaggio sulla caravella La Preziosa - Anacapri, Procida
- 4 luglio Una giornata particolare - 1960
- 2 luglio In viaggio sulla caravella La Preziosa - Napoli, Ischia
- 1º luglio In viaggio sulla caravella La Preziosa - Piombino, Terracina
- 30 giugno In viaggio sulla caravella La Preziosa - Massa, Porto Pisano
- 29 giugno In viaggio sulla caravella La Preziosa - Savona, Pegli
- 28 giugno In viaggio sulla caravella La Preziosa - Sanremo, Albenga
- 27 giugno Una giornata particolare - Voci dalla Radio
- 25 giugno In viaggio sulla caravella La Preziosa - Genova
- 24 giugno In viaggio sulla caravella La Preziosa - Viareggio, La Spezia
- 23 giugno In viaggio sulla caravella La Preziosa - Isola d'Elba, Livorno
- 22 giugno In viaggio sulla caravella La Preziosa - Partenza della Caravella
- 20 giugno Una giornata particolare - Una signora particolare

#### Palinsesto storico-antologico - La voce di Seneca
- 11 giugno Puntata storica - 5 agosto 1962: muore Marilyn Monroe.
- 10 giugno La voce di Seneca - La Folla
- 9 giugno La voce di Seneca - Sodalizi
- 8 giugno La voce di Seneca - Criminali
- 7 giugno Puntata storica - 4 giugno 1944: Eccidio de La Storta.
- 4 giugno Puntata storica - 18 agosto 1969. Festival di Woodstock.
- 3 giugno La voce di Seneca - Soddisfazioni
- 2 giugno La voce di Seneca - Contraddizioni
- 1º giugno La voce di Seneca - Superficialità, leggerezza
- 31 maggio Puntata storica - 1º maggio 1994 muore in gara Ayrton Senna.
- 28 maggio Puntata storica - 2 giugno 1981. Muore Rino Gaetano in un incidente stradale.

...
- 22 gennaio Puntata storica - 30 settembre 1955. James Dean muore in un incidente stradale.
- 21 gennaio La voce di Seneca - La lotta per il superfluo
- 20 gennaio La voce di Seneca - Paura del futuro
- 19 gennaio La voce di Seneca - Moderazione
- 18 gennaio Puntata storica - 2 giugno 1977: Attentato delle Brigate Rosse a Indro Montanelli.
- 15 gennaio Puntata storica - 8 dicembre 1980: John Lennon viene assassinato.
- 14 gennaio La voce di Seneca - Metamorfosi
- 13 gennaio La voce di Seneca - Cattive influenze
- 12 gennaio La voce di Seneca - Ai posteri
- 11 gennaio Puntata storica - 10 luglio 1976. Nube tossica su Seveso.
- 8 gennaio Puntata storica - 19 agosto 1949: incontro di Yves Montand e Simone Signoret.
- 7 gennaio La voce di Seneca - Depravazioni
- 5 gennaio La voce di Seneca - Adulatori
- 4 gennaio Puntata storica - 22 dicembre 1989: arresto di Nicolae Ceaușescu.

### 2009

#### Palinsesto antologico - La voce di Seneca
- dicembre
- novembre
- ottobre
- settembre

#### Il Mediterraneo - Sul lago salato tra Oriente e Occidente
- giugno
- maggio
- aprile
- marzo
- febbraio
- gennaio

### 2008

#### Il Mediterraneo - Sul lago salato tra Oriente e Occidente
- dicembre
- novembre
- ottobre
- settembre

#### Palinsesto estivo - In viaggio sul 'Pedalone'
- 5 settembre
- agosto
- luglio
- 9 giugno

#### Il lungo Medioevo - Viaggio nel nostro Medioevo quotidiano
- giugno
- maggio
- aprile
- marzo
- febbraio
- gennaio

### 2007
| Data         | Argomento                                                  | Titolo       |
| ------------ | ---------------------------------------------------------- | ------------ |
| 10 settembre | Il lungo Medioevo - Viaggio nel nostro Medioevo quotidiano | Il buco nero |
| 11 settembre | Il lungo Medioevo - Viaggio nel nostro Medioevo quotidiano | Conquista    |
| 12 settembre | Il lungo Medioevo - Viaggio nel nostro Medioevo quotidiano | Chiesa       |
| 13 settembre | Il lungo Medioevo - Viaggio nel nostro Medioevo quotidiano | Corte        |

#### Il lungo Medioevo - Viaggio nel nostro Medioevo quotidiano
- dicembre
- novembre
- ottobre
- settembre

#### Palinsensto estivo - In viaggio sul 'TritOne'
- agosto
- luglio